# Danger Mouse (músico)
Danger Mouse (White Plains, Nueva York; 29 de julio de 1977), nacido como Brian Joseph Burton, es un productor, compositor y DJ estadounidense. Integrante y fundador de las bandas Gnarls Barkley y Broken Bells, también ha producido trabajos de Gorillaz, The Black Keys, MF DOOM, Sparklehorse, Red Hot Chili Peppers, U2 y Norah Jones. En 2011 publicó un álbum titulado Rome, inspirado en las bandas sonoras de los spaghetti westerns, junto con el compositor italiano Daniele Luppi, y en el que colaboraron Jack White y Norah Jones.

## Biografía

### El martes gris
"El martes gris" fue un día de desobediencia coordinada el 24 de febrero de 2004. Liderado por Downhill Battle, un grupo de activistas musicales, las páginas web asociadas añadieron copias de The Grey Album de Danger Mouse para ser descargadas gratuitamente durante 24 horas en señal de protesta a los intentos de EMI de evitar la distribución del disco.

### Dark Night of the Soul
El nuevo disco de Danger Mouse, está ya a la venta, pero en la caja de "Dark Night of the Soul", solo hay un CD virgen acompañado de una nota que anima a sus fanes a descargarse el álbum de las redes P2P, ya que el disco no se va a editar ni en soporte físico ni digital.
Según informa DJ OcO desde su actual residencia en la Bahía de Cádiz, la causa de este peculiar lanzamiento es la disputa entre los autores y la discográfica EMI.

## Discografía

### Como productor
- Danger Mouse & Jemini - Ghetto Pop Life 2003
- Danger Mouse - The Grey Album 2004
- Gorillaz - Demon Days 2005
- Dangerdoom (Danger Mouse y MF DOOM) - The Mouse and the Mask 2005
- Gnarls Barkley (Danger Mouse y Cee-Lo) - St. Elsewhere 2006
- Dangerdoom - Occult Hymn (download EP, 2006)
- Gnarls Barkley (Danger Mouse y Cee-Lo) - The Odd Couple 2008
- The Rapture - Pieces of the People We Love (2006)
- Sparklehorse - Dreamt for Light Years in the Belly of a Mountain (2006)
- The Good, the Bad and the Queen (2007)
- Martina Topley-Bird The Blue God (2008)
- The Black Keys - Attack and Release (2008)
- Beck - Modern Guilt (2008)
- Joker's Daughter - The Last Laugh (2009)
- Danger Mouse and Sparklehorse - Danger Mouse and Sparklehorse Present: Dark Night of the Soul (2009)
- The Black Keys – Brothers (2010)
- Broken Bells (Danger Mouse y James Mercer) – Broken Bells (2010)
- Danger Mouse & Daniele Luppi - Rome (2011)
- The Black Keys - El Camino (2011)
- Electric Guest - Mondo (2012)
- Danger Mouse and Norah Jones - Little Broken Hearts (2012)
- Portugal. The Man - Evil Friends (2013)
- Broken Bells (Danger Mouse y James Mercer) – After The Disco (2014)
- The Black Keys - Turn Blue (2014)
- U2 - Songs of Innocence (2014)
- Adele - "25"   (2015)
- Red Hot Chili Peppers - The Getaway (2016)
- Michael Kiwanuka - Love & Hate (2016)
- Danger Mouse & Black Thought - Cheat Codes (2022)
- Michael Kiwanuka - Small Changes (2024)

### Como solista
| Año  | Título                              | Mejor posición | Mejor posición | Álbum |
| Año  | Título                              | US Alt.        | US Rock        | Álbum |
| ---- | ----------------------------------- | -------------- | -------------- | ----- |
| 2011 | "Two Against One" (con Jack White)  | 20             | 33             | Rome  |
| 2011 | "Black" (con Norah Jones)           | —              | —              | Rome  |
| 2011 | "Two Against One" / "Problem Queen" | —              | —              | Rome  |